# Teatro de la Ranchería (Junín)

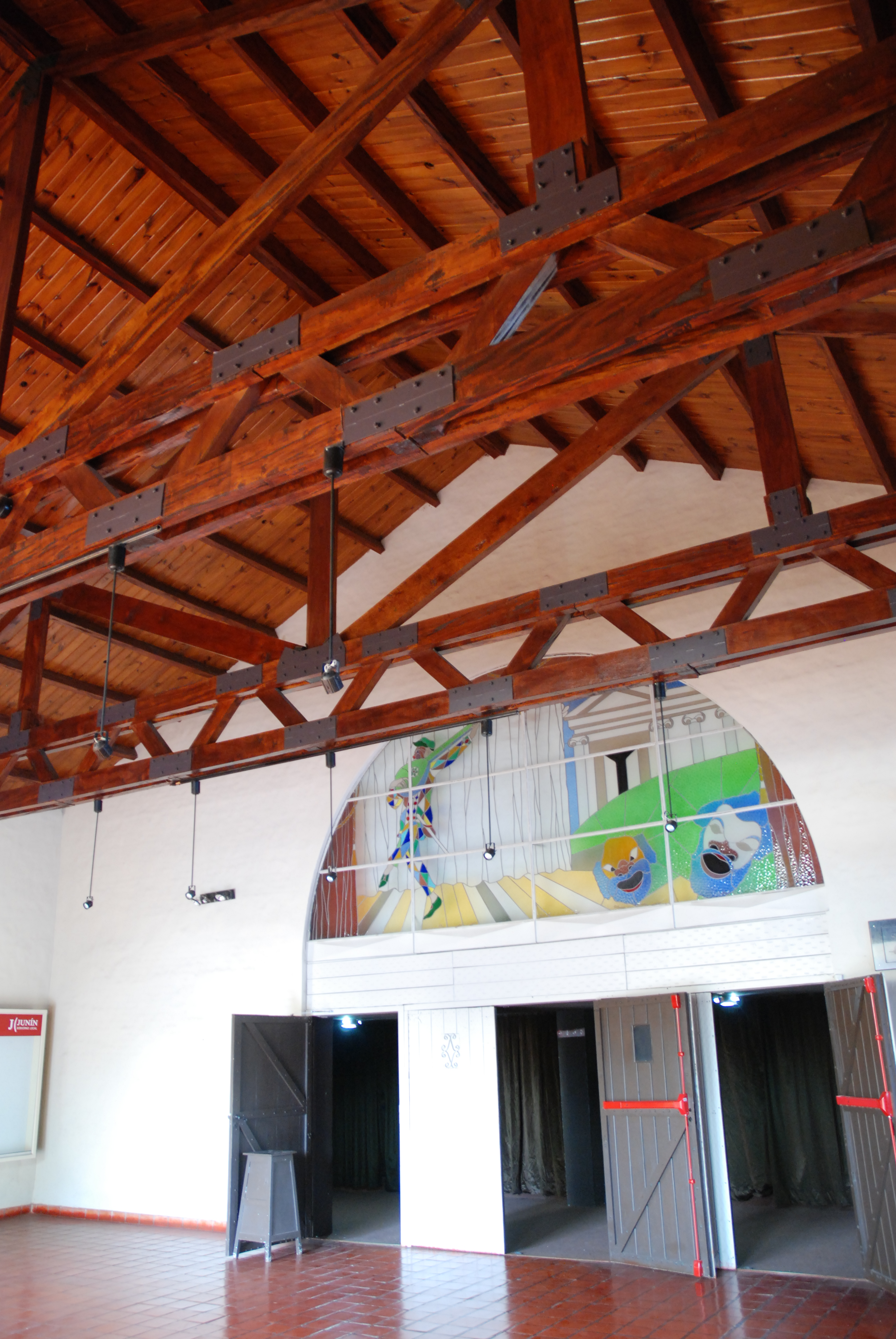
Hall de acceso a la sala.

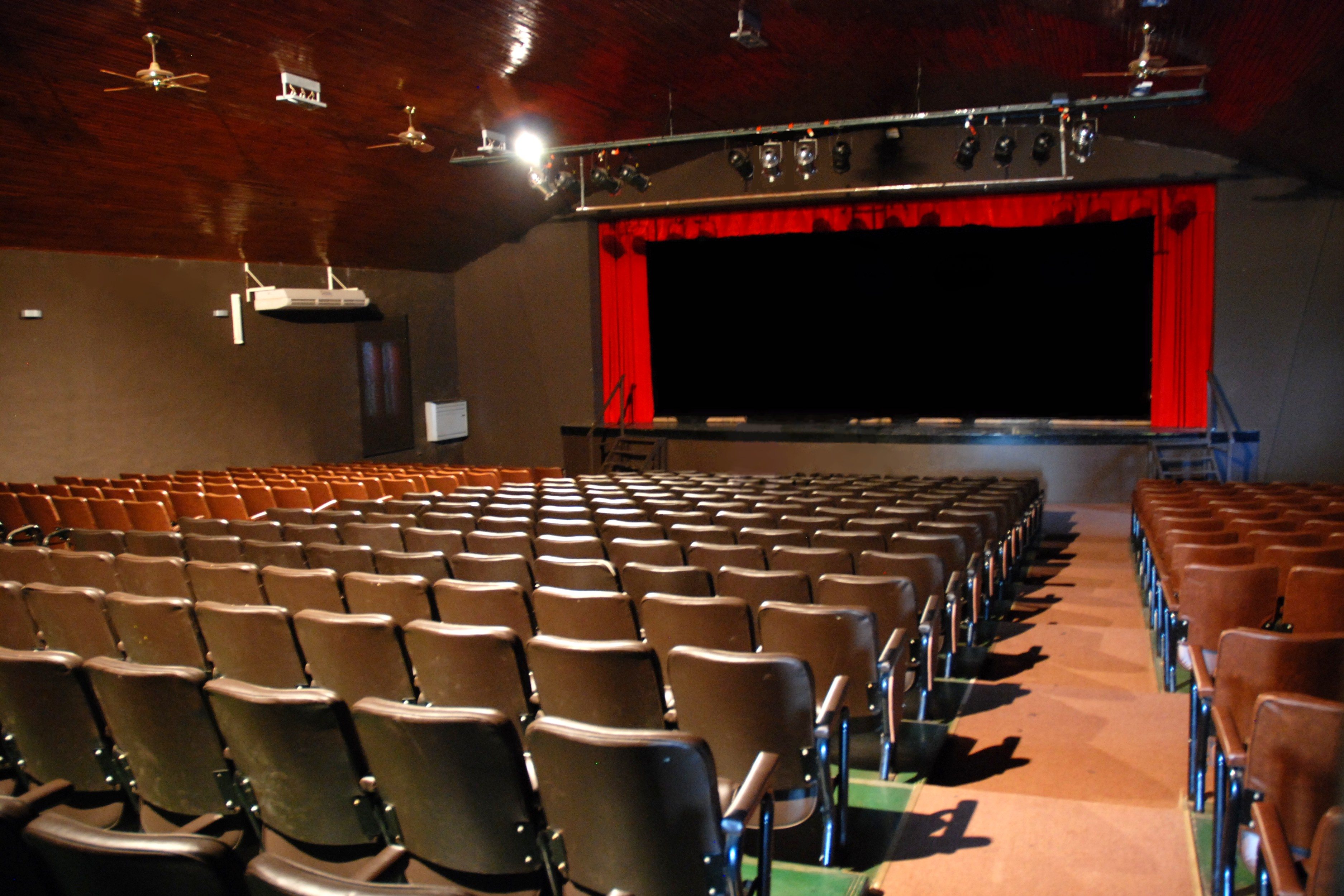
Sala del teatro, con capacidad para 440 espectadores.

El Teatro de la Ranchería es un centro cultural perteneciente a la municipalidad de ciudad de Junín, Argentina.

## Historia
El teatro se inauguró el 29 de mayo de 1971, satisfaciendo un viejo anhelo de la comunidad juninense. Su nombre y parte de su construcción son un homenaje al primer escenario argentino, el “Teatro de la Ranchería” inaugurado el 30 de noviembre de 1783 en la esquina de las actuales calles Alsina y Perú, en Buenos Aires y que fuera destruido en 1792 por un incendio.
El 16 de octubre de 1974, el Concejo Deliberante le asigna el nombre "Teatro Municipal José De la Cámara" en homenaje al eximio poeta, docente y escritor juninense.
En 1995 se realizó una importante remodelación en el teatro y fue declarado de interés municipal. El 22 de abril de ese año se realizó la reinauguración oficial, devolviéndole la denominación de "Teatro de la Ranchería" y asignándole el nombre "Horacio J. De la Cámara" a la sala.
En 2006 se realizó una nueva remodelación, que incluyó la renovación de toda la iluminación fija y móvil, y la incorporación de una consola digital, colocándolo entre los mejores teatros del interior del país en ese rubro. Se incorporaron mejoras para la seguridad, colocando telones y cortinados ignífugos, salidas de emergencia y la señalización correspondiente. También se instaló un equipo de climatización para comodidad de espectadores y artistas.
En 2021 se realizó la remodelación del frente, construyendo una rampa de acceso para sillas de rueda, y la instalación de un moderno sistema de sonido. El acto de reinauguración el 18 de octubre fue encabezado por el intendente Pablo Petrecca, y se presentaron Martín Kieffer y Lola Barrios Expósito, quienes deleitaron al público con canciones de distintos distintos géneros interpretadas con la calidez y excelencia habitual. Luego fue el turno de "La Nona", la obra de Vecinos a Escena, que ya es un clásico de la ciudad.

## Características
La sala tiene capacidad para 440 personas y climatización para invierno y verano. El escenario tiene 10 m de frente y 9 m de profundidad, contando con un sistema propio de iluminación y sonido. Tanto la sala como los camarines fueron remodelados a nuevo. El teatro posee además un amplio hall en el cual se realizan recepciones y exposiciones estáticas transitorias.
La administración del teatro es responsabilidad de COART (Coordinadora de Arte Junín), y a través de ordenanzas está regulado su alquiler y préstamo.
Es utilizado durante todo el año con propuestas locales, regionales y nacionales del más alto nivel. Las producciones van desde recitales de rock de bandas como Hexs y Estelares hasta comedias infantiles, y desde títeres hasta cine y obras de teatro.

## Ubicación
El teatro está ubicado en la calle Chacabuco 40, en el barrio 9 de Julio.

## Recitales
El 5 de abril de 2017 tocó Rata Blanca en el marco de su gira nacional e internacional Tormenta Eléctrica.